# Michael Söderkvist
Michael Gunnar Söderkvist, född 10 maj 1955 i Östersund, är en svensk kampsportare och idrottslärare. Söderkvist började träna karate 1971.
Michael Söderkvist har svart bälte i flera olika stilar, till exempel är han sedan 2018 Shihan av 7:e dan i Kyokushin Karate. I uppdraget som Shihan ingår utbildning av instruktörer. Han har även tävlingsmeriter från olika kampsporter. Söderkvist är mest känd för sin framgångsrika tävlingskarriär i Kyokushin Karate med bland annat sjätte plats i All Japan Open 1980 samt att han blev tvåfaldig silvermedaljör i British Open 1980 och 1981 i viktklassen Light Heavyweight. 
Michael Söderkvist är en av Sveriges mest erfarna karateinstruktörer och är huvudinstruktör för karaten i idrottsföreningen Östersunds Budo Kai där han varit med på olika sätt sedan klubben startades 1971. Han har haft många förtroendeuppdrag som exempelvis vice ordförande i Swedish Kyokushin Karate och ordförande i Swedish Kyokushin Karates tekniska kommitté och före detta ordförande i Svenska Budo- och Kampsportsförbundets utbildningskommitté. Han är även "Branch Chief" och landsrepresentant inom WKO (World Karate Organisation) och hanterar certifiering av nyligen graderade svartbältesinnehavare. Han har i många år varit aktiv som domare både inom WKF och Kyokushin Kumite på högsta nationella och internationella nivå.

## Karriär

### Kyokushin Karate
Söderkvist började träna Kyokushin-kai 1971 och reste till japan 1979-80 för att träna på Hunbudojon med karatestilens grundare Masutatsu Oyama och erhöll Shibucho-certifiering samma år. Svenska Budo- och Kampsportsförbundet gav honom A-instruktörslicens 1990. Han erhöll svart bälte av graden 5:e dan 1999, 6:e dan 2008 och 7:e dan 2018.

#### Tävlingar
- 1980 6:e plats i All Japan Open Tournament[4]
- 1984 16:e plats på World Open Tournament

### Shinto Muso Ryu Jo
Söderkvist tog upp Shinto muso Ryu 1981 i Malaysia under Donn Draeger Sensei. Han fortsatte träna och organiserade sommarläger i Lillsved 1999. Året efter erhöll han svart bälte av graden 3:e dan. 2007 certifierades han IJF Shoden, 2011 Shomokuroku och 2016 fick han IJF Chuden och Gomokuroku-certifiering. 2020 erhöll han Menkyo kaiden inom Shinto Muso ryu, den högsta lärarlicensen. 

### Övrig kampsport
- 1971-78 Jujutsu-träning
- 1980 Erhöll Bukendo Okinawa Kobudo 1:a Dan
- 1989 Påbörjade träning i Tai-Chi Chuan i San Ming, Kina
- 1993 ZNKR Iaido 2:a Dan

## Privatliv
Michael Söderkvist är gift och har två barn.